# Hamerský dub
Hamerský dub je památný strom nedaleko osady Nový Hamr u Trhanova. Zdravý, přibližně stopadesátiletý  dub letní (Quercus robur) roste v remízku mezi poli, severovýchodně od osady, v nadmořské výšce 460 m. Obvod jeho kmene měří 405 cm a koruna dosahuje do výšky 22,5 m (měření 1994). Strom je chráněn od roku 1987 pro svůj vzrůst, estetickou hodnotu a jako krajinná dominanta.

## Stromy v okolí
- Trhanovská alej